# ŽPL Sisačko-moslavačka 2012./13.
Prvenstvo i direktan plasman u viši rang je osvojio NK Libertas Novska. Iz lige su u 1. ŽNL Sisačko-moslavačku ispali ŠNK Mladost Gornja Gračenica i NK Pešćenica.

## Tablica
| Mj. | Klub                         | Sus. | Pobj. | Ner. | Por. | GR.    | Bod.       |
| --- | ---------------------------- | ---- | ----- | ---- | ---- | ------ | ---------- |
| 1.  | NK Libertas Novska           | 28   | 21    | 2    | 5    | 103:34 | 65         |
| 2.  | NK Moslavina Kutina          | 28   | 18    | 7    | 3    | 87:26  | 61         |
| 3.  | NK Metalac Sisak             | 28   | 18    | 5    | 5    | 60:27  | 59         |
| 4.  | NK BSK Budaševo              | 28   | 17    | 4    | 7    | 64:38  | 55         |
| 5.  | NK Sloga-Maris Jazavica      | 28   | 16    | 3    | 9    | 67:48  | 51         |
| 6.  | NK Mladost Petrinja          | 28   | 11    | 9    | 8    | 48:32  | 42         |
| 7.  | NK Banovac Glina             | 28   | 10    | 4    | 14   | 56:67  | 34         |
| 8.  | NK Topusko                   | 28   | 9     | 6    | 13   | 43:52  | 33         |
| 9.  | SNK Moslavac Popovača        | 28   | 9     | 5    | 14   | 40:67  | 32         |
| 10. | NK TŠK 1932 Topolovac        | 28   | 8     | 7    | 13   | 35:44  | 31         |
| 11. | NK Frankopan Sisak           | 28   | 8     | 7    | 13   | 42:53  | 31         |
| 12. | NK Sokol Velika Ludina       | 28   | 8     | 4    | 16   | 38:67  | 28         |
| 13. | NK Mladost Repušnica         | 28   | 7     | 4    | 17   | 44:74  | 24 (-1) ↓1 |
| 14. | NK Pešćenica                 | 28   | 6     | 5    | 17   | 27:65  | 23         |
| 15. | ŠNK Mladost Gornja Gračenica | 28   | 6     | 4    | 18   | 24:84  | 22         |

## Rezultati
| NK Moslavina Kutina - ŠNK Mladost Gornja Gračenica 5:0 NK Topusko - NK Banovac Glina 2:0 NK Frankopan Sisak - NK Mladost Petrinja 1:0 NK Mladost Repušnica - NK Sloga-Maris Jazavica 2:6 NK Libertas Novska - NK BSK Budaševo 5:1 NK Pešćenica - NK TŠK 1932 Topolovac 2:0 NK Metalac Sisak - SNK Moslavac Popovača 1:1 NK Sokol Velika Ludina slobodan    | NK Sokol Velika Ludina - NK Metalac Sisak 1:3 SNK Moslavac Popovača - NK Pešćenica 0:2 NK TŠK 1932 Topolovac - NK Libertas Novska 1:4 NK BSK Budaševo - NK Mladost Repušnica 1:1 NK Sloga-Maris Jazavica - NK Frankopan Sisak 3:1 NK Mladost Petrinja - NK Topusko 5:1 NK Banovac Glina - NK Moslavina Kutina 4:6 ŠNK Mladost Gornja Gračenica slobodan    | NK Pešćenica - NK Sokol Velika Ludina 1:2 NK Libertas Novska - SNK Moslavac Popovača 5:2 NK Mladost Repušnica - NK TŠK 1932 Topolovac 1:1 NK Frankopan Sisak - NK BSK Budaševo 2:1 NK Topusko - NK Sloga-Maris Jazavica 2:0 NK Moslavina Kutina - NK Mladost Petrinja 1:1 ŠNK Mladost Gornja Gračenica - NK Banovac Glina 1:1 NK Metalac Sisak slobodan       |
| NK Sokol Velika Ludina - NK Libertas Novska 1:5 NK Metalac Sisak - NK Pešćenica 2:0 SNK Moslavac Popovača - NK Mladost Repušnica 3:1 NK TŠK 1932 Topolovac - NK Frankopan Sisak 1:1 NK BSK Budaševo - NK Topusko 2:0 NK Sloga-Maris Jazavica - NK Moslavina Kutina 1:5 NK Mladost Petrinja - ŠNK Mladost Gornja Gračenica 2:0 NK Banovac Glina slobodan    | NK Mladost Repušnica - NK Sokol Velika Ludina 2:1 NK Libertas Novska - NK Metalac Sisak 2:0 NK Frankopan Sisak - SNK Moslavac Popovača 5:2 NK Topusko - NK TŠK 1932 Topolovac 0:0 NK Moslavina Kutina - NK BSK Budaševo 1:0 ŠNK Mladost Gornja Gračenica - NK Sloga-Maris Jazavica 0:3 NK Banovac Glina - NK Mladost Petrinja 0:2 NK Pešćenica slobodan    | NK Sokol Velika Ludina - NK Frankopan Sisak 1:1 NK Metalac Sisak - NK Mladost Repušnica 3:0 ↓2 NK Pešćenica - NK Libertas Novska 0:5 SNK Moslavac Popovača - NK Topusko 5:3 NK TŠK 1932 Topolovac - NK Moslavina Kutina 0:3 ↓3 NK BSK Budaševo - ŠNK Mladost Gornja Gračenica 6:0 NK Sloga-Maris Jazavica - NK Banovac Glina 2:1 NK Mladost Petrinja slobodan |
| NK Topusko - NK Sokol Velika Ludina 1:0 NK Frankopan Sisak - NK Metalac Sisak 0:0 NK Mladost Repušnica - NK Pešćenica 0:2 NK Moslavina Kutina - SNK Moslavac Popovača 8:1 ŠNK Mladost Gornja Gračenica - NK TŠK 1932 Topolovac 0:2 NK Banovac Glina - NK BSK Budaševo 1:5 NK Mladost Petrinja - NK Sloga-Maris Jazavica 0:2 NK Libertas Novska slobodan    | NK Sokol Velika Ludina - NK Moslavina Kutina 1:4 NK Metalac Sisak - NK Topusko 4:1 NK Pešćenica - NK Frankopan Sisak 1:1 NK Libertas Novska - NK Mladost Repušnica 2:0 SNK Moslavac Popovača - ŠNK Mladost Gornja Gračenica 0:2 NK TŠK 1932 Topolovac - NK Banovac Glina 2:1 NK BSK Budaševo - NK Mladost Petrinja 2:2 NK Sloga-Maris Jazavica slobodan    | ŠNK Mladost Gornja Gračenica - NK Sokol Velika Ludina 1:0 NK Moslavina Kutina - NK Metalac Sisak 0:0 NK Topusko - NK Pešćenica 1:1 NK Frankopan Sisak - NK Libertas Novska 1:4 NK Banovac Glina - SNK Moslavac Popovača 3:0 NK Mladost Petrinja - NK TŠK 1932 Topolovac 3:0 NK Sloga-Maris Jazavica - NK BSK Budaševo 1:2 NK Mladost Repušnica slobodan       |
| NK Sokol Velika Ludina - NK Banovac Glina 1:0 NK Metalac Sisak - ŠNK Mladost Gornja Gračenica 6:0 NK Pešćenica - NK Moslavina Kutina 0:3 NK Libertas Novska - NK Topusko 5:0 NK Mladost Repušnica - NK Frankopan Sisak 1:0 SNK Moslavac Popovača - NK Mladost Petrinja 0:0 NK TŠK 1932 Topolovac - NK Sloga-Maris Jazavica 1:2 ↓4 NK BSK Budaševo slobodan | NK Mladost Petrinja - NK Sokol Velika Ludina 6:1 NK Banovac Glina - NK Metalac Sisak 1:3 ŠNK Mladost Gornja Gračenica - NK Pešćenica 2:0 NK Moslavina Kutina - NK Libertas Novska 5:2 NK Topusko - NK Mladost Repušnica 4:1 NK Sloga-Maris Jazavica - SNK Moslavac Popovača 4:1 NK BSK Budaševo - NK TŠK 1932 Topolovac 1:0 NK Frankopan Sisak slobodan    | NK Sokol Velika Ludina - NK Sloga-Maris Jazavica 2:6 NK Metalac Sisak - NK Mladost Petrinja 0:0 NK Pešćenica - NK Banovac Glina 1:4 NK Libertas Novska - ŠNK Mladost Gornja Gračenica 8:0 NK Mladost Repušnica - NK Moslavina Kutina 1:1 NK Frankopan Sisak - NK Topusko 2:2 SNK Moslavac Popovača - NK BSK Budaševo 0:1 NK TŠK 1932 Topolovac slobodan       |
| NK BSK Budaševo - NK Sokol Velika Ludina 6:1 NK Sloga-Maris Jazavica - NK Metalac Sisak 2:3 NK Mladost Petrinja - NK Pešćenica 1:0 NK Banovac Glina - NK Libertas Novska 2:7 ŠNK Mladost Gornja Gračenica - NK Mladost Repušnica 4:1 NK Moslavina Kutina - NK Frankopan Sisak 1:0 NK TŠK 1932 Topolovac - SNK Moslavac Popovača 2:3 NK Topusko slobodan    | NK Sokol Velika Ludina - NK TŠK 1932 Topolovac 1:3 NK Metalac Sisak - NK BSK Budaševo 1:0 NK Pešćenica - NK Sloga-Maris Jazavica 2:3 NK Libertas Novska - NK Mladost Petrinja 2:1 NK Mladost Repušnica - NK Banovac Glina 5:1 NK Frankopan Sisak - ŠNK Mladost Gornja Gračenica 7:1 NK Topusko - NK Moslavina Kutina 1:0 SNK Moslavac Popovača slobodan    | SNK Moslavac Popovača - NK Sokol Velika Ludina 0:0 NK TŠK 1932 Topolovac - NK Metalac Sisak 1:3 NK BSK Budaševo - NK Pešćenica 2:1 NK Sloga-Maris Jazavica - NK Libertas Novska 2:1 NK Mladost Petrinja - NK Mladost Repušnica 3:0 ↓5 NK Banovac Glina - NK Frankopan Sisak 3:0 ↓6 ŠNK Mladost Gornja Gračenica - NK Topusko 1:4 NK Moslavina Kutina slobodan |
| ŠNK Mladost Gornja Gračenica - NK Moslavina Kutina 0:5 NK Banovac Glina - NK Topusko 2:2 NK Mladost Petrinja - NK Frankopan Sisak 2:2 NK Sloga-Maris Jazavica - NK Mladost Repušnica 4:5 NK BSK Budaševo - NK Libertas Novska 3:2 NK TŠK 1932 Topolovac - NK Pešćenica 0:0 SNK Moslavac Popovača - NK Metalac Sisak 0:3 NK Sokol Velika Ludina slobodan    | NK Metalac Sisak - NK Sokol Velika Ludina 4:2 NK Pešćenica - SNK Moslavac Popovača 0:3 NK Libertas Novska - NK TŠK 1932 Topolovac 4:0 NK Mladost Repušnica - NK BSK Budaševo 2:4 NK Frankopan Sisak - NK Sloga-Maris Jazavica 0:2 NK Topusko - NK Mladost Petrinja 1:0 NK Moslavina Kutina - NK Banovac Glina 7:1 ŠNK Mladost Gornja Gračenica slobodan    | NK Sokol Velika Ludina - NK Pešćenica 1:0 SNK Moslavac Popovača - NK Libertas Novska 0:5 NK TŠK 1932 Topolovac - NK Mladost Repušnica 0:0 NK BSK Budaševo - NK Frankopan Sisak 2:3 NK Sloga-Maris Jazavica - NK Topusko 2:0 NK Mladost Petrinja - NK Moslavina Kutina 1:1 NK Banovac Glina - ŠNK Mladost Gornja Gračenica 3:0 NK Metalac Sisak slobodan       |
| NK Libertas Novska - NK Sokol Velika Ludina 4:1 NK Pešćenica - NK Metalac Sisak 0:6 NK Mladost Repušnica - SNK Moslavac Popovača 2:3 NK Frankopan Sisak - NK TŠK 1932 Topolovac 0:3 NK Topusko - NK BSK Budaševo 1:1 ↓7 NK Moslavina Kutina - NK Sloga-Maris Jazavica 1:1 ŠNK Mladost Gornja Gračenica - NK Mladost Petrinja 0:0 NK Banovac Glina slobodan | NK Sokol Velika Ludina - NK Mladost Repušnica 4:2 NK Metalac Sisak - NK Libertas Novska 3:2 SNK Moslavac Popovača - NK Frankopan Sisak 3:1 NK TŠK 1932 Topolovac - NK Topusko 2:1 NK BSK Budaševo - NK Moslavina Kutina 3:2 ↓8 NK Sloga-Maris Jazavica - ŠNK Mladost Gornja Gračenica 3:0 NK Mladost Petrinja - NK Banovac Glina 1:0 NK Pešćenica slobodan | NK Frankopan Sisak - NK Sokol Velika Ludina 3:1 NK Mladost Repušnica - NK Metalac Sisak 0:3 NK Libertas Novska - NK Pešćenica 2:3 NK Topusko - SNK Moslavac Popovača 1:2 NK Moslavina Kutina - NK TŠK 1932 Topolovac 4:0 ŠNK Mladost Gornja Gračenica - NK BSK Budaševo 1:1 NK Banovac Glina - NK Sloga-Maris Jazavica 2:2 NK Mladost Petrinja slobodan       |
| NK Sokol Velika Ludina - NK Topusko 2:2 NK Metalac Sisak - NK Frankopan Sisak 2:0 NK Pešćenica - NK Mladost Repušnica 1:2 SNK Moslavac Popovača - NK Moslavina Kutina 2:1 NK TŠK 1932 Topolovac - ŠNK Mladost Gornja Gračenica 4:0 NK BSK Budaševo - NK Banovac Glina 2:0 NK Sloga-Maris Jazavica - NK Mladost Petrinja 2:2 ↓9 NK Libertas Novska slobodan | NK Moslavina Kutina - NK Sokol Velika Ludina 3:1 NK Topusko - NK Metalac Sisak 1:0 NK Frankopan Sisak - NK Pešćenica 1:1 NK Mladost Repušnica - NK Libertas Novska 2:3 ŠNK Mladost Gornja Gračenica - SNK Moslavac Popovača 4:1 NK Banovac Glina - NK TŠK 1932 Topolovac 4:1 NK Mladost Petrinja - NK BSK Budaševo 0:3 NK Sloga-Maris Jazavica slobodan    | NK Sokol Velika Ludina - ŠNK Mladost Gornja Gračenica 5:0 NK Metalac Sisak - NK Moslavina Kutina 1:1 NK Pešćenica - NK Topusko 2:1 NK Libertas Novska - NK Frankopan Sisak 3:0 SNK Moslavac Popovača - NK Banovac Glina 2:3 NK TŠK 1932 Topolovac - NK Mladost Petrinja 1:1 NK BSK Budaševo - NK Sloga-Maris Jazavica 3:2 NK Mladost Repušnica slobodan       |
| NK Banovac Glina - NK Sokol Velika Ludina 4:0 ŠNK Mladost Gornja Gračenica - NK Metalac Sisak 0:1 NK Moslavina Kutina - NK Pešćenica 7:0 NK Topusko - NK Libertas Novska 2:4 NK Frankopan Sisak - NK Mladost Repušnica 1:2 NK Mladost Petrinja - SNK Moslavac Popovača 4:1 NK Sloga-Maris Jazavica - NK TŠK 1932 Topolovac 1:0 NK BSK Budaševo slobodan    | NK Sokol Velika Ludina - NK Mladost Petrinja 3:1 NK Metalac Sisak - NK Banovac Glina 1:3 NK Pešćenica - ŠNK Mladost Gornja Gračenica 4:1 NK Libertas Novska - NK Moslavina Kutina 1:1 NK Mladost Repušnica - NK Topusko 3:2 SNK Moslavac Popovača - NK Sloga-Maris Jazavica 2:1 NK TŠK 1932 Topolovac - NK BSK Budaševo 5:0 NK Frankopan Sisak slobodan    | NK Sloga-Maris Jazavica - NK Sokol Velika Ludina 4:2 NK Mladost Petrinja - NK Metalac Sisak 2:3 NK Banovac Glina - NK Pešćenica 1:1 ŠNK Mladost Gornja Gračenica - NK Libertas Novska 1:1 NK Moslavina Kutina - NK Mladost Repušnica 4:1 NK Topusko - NK Frankopan Sisak 2:3 NK BSK Budaševo - SNK Moslavac Popovača 2:0 NK TŠK 1932 Topolovac slobodan       |
| NK Sokol Velika Ludina - NK BSK Budaševo 2:1 NK Metalac Sisak - NK Sloga-Maris Jazavica 2:1 NK Pešćenica - NK Mladost Petrinja 2:6 NK Libertas Novska - NK Banovac Glina 6:0 NK Mladost Repušnica - ŠNK Mladost Gornja Gračenica 4:5 NK Frankopan Sisak - NK Moslavina Kutina 0:4 SNK Moslavac Popovača - NK TŠK 1932 Topolovac 3:3 NK Topusko slobodan    | NK TŠK 1932 Topolovac - NK Sokol Velika Ludina 0:1 NK BSK Budaševo - NK Metalac Sisak 4:2 NK Sloga-Maris Jazavica - NK Pešćenica 3:0 NK Mladost Petrinja - NK Libertas Novska 0:3 NK Banovac Glina - NK Mladost Repušnica 6:3 ŠNK Mladost Gornja Gračenica - NK Frankopan Sisak 0:4 NK Moslavina Kutina - NK Topusko 3:2 SNK Moslavac Popovača slobodan    | NK Sokol Velika Ludina - SNK Moslavac Popovača 0:0 NK Metalac Sisak - NK TŠK 1932 Topolovac 0:2 NK Pešćenica - NK BSK Budaševo 0:5 NK Libertas Novska - NK Sloga-Maris Jazavica 6:2 NK Mladost Repušnica - NK Mladost Petrinja 0:2 NK Frankopan Sisak - NK Banovac Glina 2:5 NK Topusko - ŠNK Mladost Gornja Gračenica 3:0 NK Moslavina Kutina slobodan       |